# Бруттий

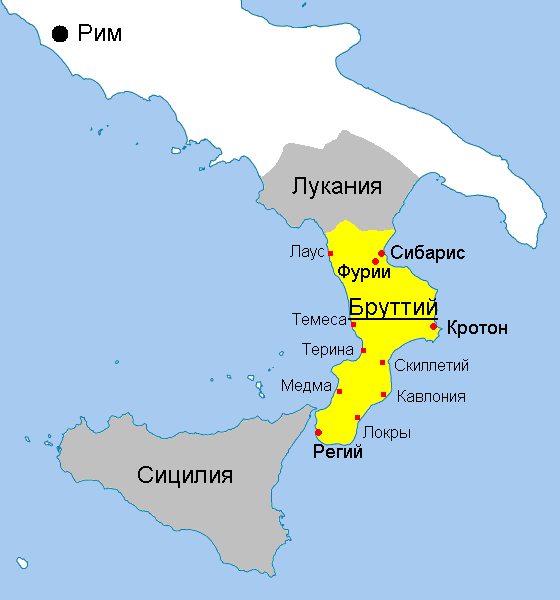
Бруттий, его города и прилегающие регионы

Бруттий (лат. Bruttium, греч. Βρεττίους) — историческая область в южной части Италии на территории современной итальянской области Калабрии. Граничил на севере с Луканией.
Область была заселена италийским племенем бруттиев — ветвью племени луканов. Также на территории региона находились выведенные во время Великой колонизации греческие колонии (включая известные Сибарис и Кротон). Однако греки никогда не расселялись вглубь Бруттия, а бруттии не строили своих городов на побережье, хотя иногда они воевали с греческими городами, подобно самнитам.
Внутренняя часть Бруттия была гористой и слаборазвитой, тогда как греческие торговые города вели активную и прибыльную посредническую торговлю и процветали.